# Hechtia lanata
Hechtia lanata är en gräsväxtart som beskrevs av Lyman Bradford Smith. Hechtia lanata ingår i släktet Hechtia och familjen Bromeliaceae. Inga underarter finns listade i Catalogue of Life.